# Arno Wacker
Arno Rüdiger Wacker (* um 1975 in Temeschburg) ist Professor für Datenschutz und Compliance am Forschungsinstitut Cyber Defence (CODE) der Universität der Bundeswehr München.

## Leben
Ab 1995 studierte Arno Wacker Informatik an der Universität Stuttgart. Im Mai 2001 schloss er das Studium dort als Diplom-Informatiker (Dipl.-Inf.) ab. Danach arbeitete er ein Jahr lang als Entwicklungsingenieur für Software bei der Firma Agilent in Deutschland. In der Zeit von April 2002 bis August 2007 war er wissenschaftlicher Mitarbeiter zunächst am Lehrstuhl für Verteilte Systeme der Universität Stuttgart und danach am Fachgebiet Verteilte Systeme der Universität Duisburg-Essen. Am 15. August 2007 promovierte er an der Universität Stuttgart zum Doktor der Naturwissenschaften (Dr. rer. nat.) in Informatik. Das Thema seiner Dissertation lautete: Key Distribution Schemes for Resource-Constrained Devices in Wireless Sensor Networks („Schlüsselaustauschverfahren für ressourcenschwache Endgeräte in drahtlosen Sensor-Netzen“).
Von November 2011 bis Mai 2018 war er Juniorprofessor und Leiter des Fachgebiets Angewandte Informationssicherheit an der Universität Kassel. Im Jahr 2017 ging er für ein Forschungssemester an die University of Baltimore County (UMBC) und wurde zum Adjunct Assistant Professor of Computer Science and Electrical Engineering ernannt.
Seit 1. Juni 2018 ist er Professor für Datenschutz und Compliance am Forschungsinstitut Cyber Defence (CODE) der Fakultät für Informatik der Universität der Bundeswehr in München.
Arno Wacker ist Autor beziehungsweise Koautor zahlreicher Fachaufsätze, beispielsweise in der Cryptologia, einer englischsprachigen Fachzeitschrift zum Thema Kryptologie. Er hat wichtige Beiträge zu CrypTool geliefert, einer seit 1998 unter Leitung von Bernhard Esslinger entstandenen freien Lernsoftware zum Thema Kryptologie, die laufend erweitert wird. Im Jahr 2016 hat Arno Wacker das European Historical Ciphers Colloquium initiiert, aus dem inzwischen die HistoCrypt, eine international renommierte Konferenz zu historischen Verschlüsselungsverfahren, entstanden ist.

## Schriften (Auswahl)
- mit Beáta Megyesi, Bernhard Esslinger, Alicia Fornés, Nils Kopal, Benedek Láng, George Lasry, Karl de Leeuw, Eva Pettersson und Michelle Waldispühl: Decryption of historical manuscripts – the DECRYPT project. Cryptologia 2020, 44:6, S. 545–559, doi:10.1080/01611194.2020.1716410.
- mit George Lasry und Nils Kopal: Cryptanalysis of Enigma double indicators with hill climbing. Cryptologia 2019, 43:4, S. 267–292, doi:10.1080/01611194.2018.1551253.
- mit George Lasry und Nils Kopal: Ciphertext-only cryptanalysis of short Hagelin M-209 ciphertexts. Cryptologia 2018, 42:6, S. 485–513, doi:10.1080/01611194.2018.1428836.
- mit George Lasry, Ingo Niebel und Nils Kopal: Deciphering ADFGVX messages from the Eastern Front of World War I. Cryptologia 2017, 41:2, S. 101–136, doi:10.1080/01611194.2016.1169461.
- mit George Lasry, Moshe Rubin und Nils Kopal: Cryptanalysis of Chaocipher and solution of Exhibit 6. Cryptologia 2016, 40:6, S. 487–514, doi:10.1080/01611194.2015.1091797.
- mit George Lasry und Nils Kopal: Cryptanalysis of columnar transposition cipher with long keys.  Cryptologia 2016, 40:4, S. 374–398, doi:10.1080/01611194.2015.1087074.
- mit George Lasry und Nils Kopal: Automated KnownPlaintext Cryptanalysis of Short Hagelin M-209 Messages. Cryptologia 2016, 40:1, S. 49–69, doi:10.1080/01611194.2014.988370.
- mit George Lasry und Nils Kopal: Solving the Double Transposition Challenge with a Divide-and-Conquer Approach. Cryptologia 2014, 38:3, S. 197–214, doi:10.1080/01611194.2014.915269.
- mit Lars Wittmaack, Bernhard Esslinger, Ludger Schmidt und Benjamin Strenge: Vertrauensvolle E-Mail-Kommunikation – Technische Grundlagen der E-Mail(-Verschlüsselung). In: Datenschutz und Datensicherheit 5/2016, S. 271–277, PDF 900 kB.
- mit Bernhard Esslinger, Ludger Schmidt und Benjamin Strenge: Unpopuläre E-Mail-Verschlüsselung – Auflösung des Henne-Ei-Problems. In: Datenschutz und Datensicherheit 5/2016, S. 283–289, PDF 360 kB.
- mit Bernhard Esslinger: IT-Sicherheit. In: Wirtschaftsinformatik – Eine Einführung, Pearson Studium 2015, Kapitel 15, ISBN 978-3868942699.